# Johan Kõpp
Johan Kõpp (9 de noviembre de 1874, Holdre-21 de octubre de 1970, Estocolmo) fue un obispo estonio y jefe de la Iglesia Evangélica Luterana de Estonia entre 1939 y 1944.

## Biografía
Kõpp cursó el bachillerato en el Hugo Treffner Gymnasium de Tartu y posteriormente estudió teología en la Universidad de Tartu. Se graduó en 1906. Tras sus estudios, trabajó inicialmente como profesor de secundaria en Pärnu, pero de 1909 a 1922 fue pastor en Laiuse. Sin embargo, ya en 1916 había asumido un puesto docente en la Universidad de Tartu, siendo uno de los primeros estonios en hacerlo tras la Declaración de Independencia de Estonia. De 1920 a 1927 fue vicerrector de la universidad y de 1928 a 1937, rector. Durante el período de entreguerras, Kõpp también fue líder del Partido Popular Cristiano.
Kõpp contribuyó decisivamente a la organización y fundación de la Iglesia Evangélica Luterana de Estonia en 1917, y en 1939 fue ascendido a obispo y líder de la iglesia. Durante la primera ocupación soviética de Estonia en 1940, tras el Pacto Mólotov-Ribbentrop, Kõpp permaneció en Estonia. Sin embargo, la situación de la iglesia se volvió precaria, ya que la mayoría de los sacerdotes alemanes del Báltico (que constituían una quinta parte del total de sacerdotes del país) fueron "repatriados" a la Alemania nazi y la iglesia fue hostigada por las autoridades soviéticas. Entre otras cosas, se confiscaron tierras de la iglesia y se prohibió la impresión de libros religiosos. Durante la siguiente ocupación alemana, la situación se alivió un poco, ya que se restauraron la mayoría de sus derechos anteriores a la guerra. Sin embargo, la relación con las autoridades de ocupación alemanas tampoco estuvo exenta de conflictos; por ejemplo, los alemanes confiscaron y fundieron campanas de iglesia para utilizarlas en la guerra. En 1944, cuando el Ejército Rojo reocupó Estonia y expulsó a los alemanes, Johan Kõpp huyó a Suecia. La mitad de los sacerdotes activos en Estonia en ese momento tomaron la misma decisión de huir.
Antes de partir, Kõpp autorizó a Anton Eilart a dirigir la iglesia en Estonia; sin embargo, Eilart fue arrestado poco después por la NKVD y posteriormente tuvo que pasar a la clandestinidad. Posteriormente, Kõpp dirigió la iglesia desde el extranjero. Logró establecer una red entre sacerdotes estonios exiliados para apoyar la organización de la iglesia y preservar el uso del estonio. Gracias a esto, la iglesia obtuvo reconocimiento internacional como representante de los luteranos estonios y fue uno de los miembros fundadores de la Federación Luterana Mundial en Lund en 1947.
Bajo el liderazgo de Kõpp en el exilio, la iglesia también fundó un instituto para la formación de nuevos sacerdotes y una revista, la Iglesia Estonia. Kõpp se jubiló en 1965 y falleció en 1970 en Estocolmo, capital de Suecia. Kõpp fue exalumno honorario de la Sociedad de Estudiantes Estonios y publicó un libro sobre la historia de la Sociedad entre 1870 y 1905.